# 二十年目睹之怪現狀
《二十年目睹之怪現狀》，又名《晚清二十年目睹之怪現狀》，是由筆名“我佛山人”的晚清吳趼人（吳沃堯）所作的長篇章回小說。
全書由“死裡逃生”在市集上碰到一位大漢賣“九死一生”的筆記展開序幕。“九死一生”是這部小說的第一人稱主人公，由於其認為在亂世中能夠僥倖活著實在是九死一生，因而以此為號焉。一開始時主人公為父奔喪，但家族的長輩與父親的友人覬覦他家的財產。所幸他受到一位旧时学兄吴继之的幫助，之後便在吳繼之手下經商，遊遍中國各地，藉此描寫當時亂世的總總現象，最後終於經商失敗。書中着重描绘人性的醜惡，尤其洋場與官場中的人、事。
原載《新小説》第八至十五、十七至二十四號， 清光緒二十九年( 1903) 八月至三十一年(1905)十二月出版，僅載至第四十五回。後由上海廣智書局陸續出版單行本，分八册，第一至五册光緒三十二年(1906)出版，第六册宣統元年(1909)出版， 第七至八册宣統二年(1910)出版，共一百零八回。標“社會小説”。每回附有評語，書後還有總評。
魯迅在《中國小說史略》中稱，劉鶚的《老殘遊記》、李寶嘉的《官場現形記》、吳趼人的《二十年目睹之怪現狀》和曾樸的《孽海花》為「晚清四大譴責小說」。

## 主要人物
- “我”，不愿通过科举做官的人
- 吴继之，中进士后为官，后来还兼营商业买卖，“我”的同学兼挚友，“我”后来成为吴的幕友和商业助手、合伙人。
- 文述农，吴继之的助手
- 管德泉，吴继之的助手
- 金子安，吴继之的助手
- 伯父，“我”的伯父，重利的官员
- 符弥轩
- 苟观察